# Wu Xuan-yi
Wu Xuan-yi (chinês tradicional: 吳宣儀, chinês simplificado: 吴宣仪, pinyin: Wú Xūanyí hangul: 오선의; rr: O Seon-ui; MR: O Sŏŭi; Haikou, 26 de janeiro de 1995), mais conhecida na carreira musical apenas como Xuanyi (hangul: 선의), é uma cantora e dançarina chinesa. Realizou sua estreia no cenário musical em 2016 no grupo feminino sino-coreano Cosmic Girls.

## Biografia
Xuanyi nasceu em 26 de janeiro de 1995 em Hainan, Haikou, na China, mudando-se para a Coreia do Sul entre 2014 e 2015, onde juntou-se à Starship Entertainment como trainee.

## Carreira

### 2015–16: Início da carreira
Em 4 de dezembro de 2015, Xuanyi foi revelada como uma das integrantes do grupo feminino Cosmic Girls e sua subunidade "Joy Unit". Em 21 de dezembro, ela lançou uma versão cover de Natal de "All I Want For Christmas Is You", de Mariah Carey, com o Cosmic Girls através do canal do YouTube do JuseTV. O grupo estreou oficialmente em 25 de fevereiro de 2016, com o lançamento do extended play Would You Like? e seus singles, "Mo Mo Mo" e "Catch Me".

### 2018–presente:Produce 101 China, Rocket Girls 101 e atuação
Em 2018, Xuanyi e sua colega de grupo Mei Qi participaram do reality show chinês Produce 101 China, que visava formar um grupo feminino temporário. Exibido de 21 de abril a 23 de junho no Tencent Video, Xuanyi ficou em 2º lugar no ranking geral com 181.533.349 votos e estreou como integrante do grupo Rocket Girls 101.
Em 9 de agosto, Yuehua Entertainment e a Mavericks Entertainment divulgaram um comunicado conjunto afirmando que Xuanyi e Mei Qi deixariam o Rocket Girls 101 para retomar suas atividades com o Cosmic Girls na Coreia. No entanto, em 17 de agosto, as duas empresas confirmaram que, após chegar a um acordo com a Tencent, Xuanyi retornaria ao grupo com Mei Qi.
Um mês antes de Xuanyi retornar à China para o Produce 101 China, sua colega de grupo Cheng Xiao a convidou para o programa de variedades de viagens da Tencent Video, Best Friends' Perfect Vacation. Os dois programas de variedades aos quais ela se juntou após sua estreia no Rocket Girls 101 são o Space Challenge (no Youku Video) e Nice to Meet You (na Zhejiang TV). Ela também é a dubladora da personagem principal do filme animado Marna, lançado em novembro.

## Discografia

### Singles
| Título                                                                                   | Ano                    | Melhor posição nas paradas | Melhor posição nas paradas | Álbum                                 |                        |                        |
| Título                                                                                   | Ano                    | KOR                        | CHN                        | Álbum                                 |                        |                        |
| Como artista principal                                                                   | Como artista principal | Como artista principal     | Como artista principal     | Como artista principal                | Como artista principal | Como artista principal |
| ---------------------------------------------------------------------------------------- | ---------------------- | -------------------------- | -------------------------- | ------------------------------------- | ---------------------- | ---------------------- |
| "满糖宣言 (Sweet Declaration)"                                                           | 2019                   | —                          | —                          | 立风                                  |                        |                        |
| "小小鸟 (Little Bird)"                                                                   | 2019                   | —                          | 65                         | The Angry Birds Movie 2 OST           |                        |                        |
| Colaborações                                                                             |                        |                            |                            |                                       |                        |                        |
| "福气拱拱来" (com Mei Qi, Duan Aojuan e Lai Meiyun)                                      | 2019                   | —                          | 35                         | Boonie Bears: Blast into the Past OST |                        |                        |
| "—" indica lançamentos que não figuraram nas paradas ou não foram lançados nessa região. |                        |                            |                            |                                       |                        |                        |

## Filmografia

### Filmes
| Ano  | Título inglês | Título chinês | Papel | Nota(s)         |
| ---- | ------------- | ------------- | ----- | --------------- |
| 2018 | Marna         | 初恋的滋味    | Marna | Papel principal |

### Televisão
| Ano  | Título                         | Título original | Personagem / Função | Emissora            | Nota(s)         | Ref.          |
| ---- | ------------------------------ | --------------- | ------------------- | ------------------- | --------------- | ------------- |
| 2018 | Best Friends’ Perfect Vacation | 闺蜜的完美旅行  | ela mesma           | Tencent Video       | Elenco regular  | [ 8 ]         |
| 2018 | Produce 101 China              | 创造101         | ela mesma           | Tencent Video       | Participante    | [ 9 ]         |
| 2018 | Space Challenge                | 挑战吧！太空    | ela mesma           | Youku               | Elenco regular  | [ 10 ]        |
| 2019 | Meeting You                    | 遇见你真好      | ela mesma           | Zhejiang Television | Elenco regular  | [ 11 ]        |
| 2019 | Chase Me                       | 追我吧          | ela mesma           | Zhejiang Television | Episódios 3–9   | [ 12 ]        |
| 2020 | Douluo Continent               | 斗罗大陆        | Xiao Wu             | Tencent Video       | Papel principal | [ 13 ] [ 14 ] |

## Prêmios e indicações
| Ano  | Trabalho nomeado | Prêmio                                     | Categoria                                                     | Resultado | Ref.   |
| ---- | ---------------- | ------------------------------------------ | ------------------------------------------------------------- | --------- | ------ |
| 2018 | —                | Fresh Asia Music 2018                      | Most Popular Female Singer                                    | Venceu    | [ 15 ] |
| 2019 | —                | Golden Data Entertainment Awards 2018-2019 | Female Artist of the Year for Variety with the Most Influence | Venceu    | —      |
| 2019 | —                | Sina Film & TV Awards                      | Most Popular Variety Female Artist                            | Venceu    | [ 16 ] |